# Diano Marina
Diano Marina ist ein italienischer Hafenort an der italienischen Riviera. Er hat 5552 Einwohner (Stand 31. Dezember 2023) und liegt etwa 30 Kilometer ostnordöstlich von Sanremo, in der Provinz Imperia, Region Ligurien.
Der Ort umfasst eine Fläche von 6 Quadratkilometern und hat eine Einwohnerdichte von 1048 Einwohnern/km². Die Nachbargemeinden sind Diano San Pietro, Diano Castello, Imperia und San Bartolomeo al Mare.

## Geschichte
Im Jahre 1887 wurde der Ort durch ein Erdbeben fast gänzlich zerstört. In Diano Marina befinden sich noch wenige bedeutende Bauten und Reste aus dem Mittelalter und dem römischen Reich. Der Baustil des späten 19. und frühen 20. Jahrhunderts dominiert weitgehend das Zentrum.
Oberhalb von Diano Marina erhebt sich das mittelalterliche Diano Castello. Es ist eine eigene Gemeinde und gehört nicht zur Gemeinde Diano Marina.

## Tourismus
Diano Marina hat seit 2000 einen beachtlichen Aufschwung erlebt. Beinahe die gesamte Altstadt ist am Abend eine Fußgängerzone mit vielen Bars, Pizzerien und Restaurants.
Viele Zufahrtsstraßen ins Zentrum und einige Straßen des Zentrums sind Stadt-Alleen mit Orangenbäumen. Der Ort wird daher auch Città degli aranci genannt. Diano Marina liegt an der östlichen Grenze der sogenannten Blumenriviera.

## Bilder

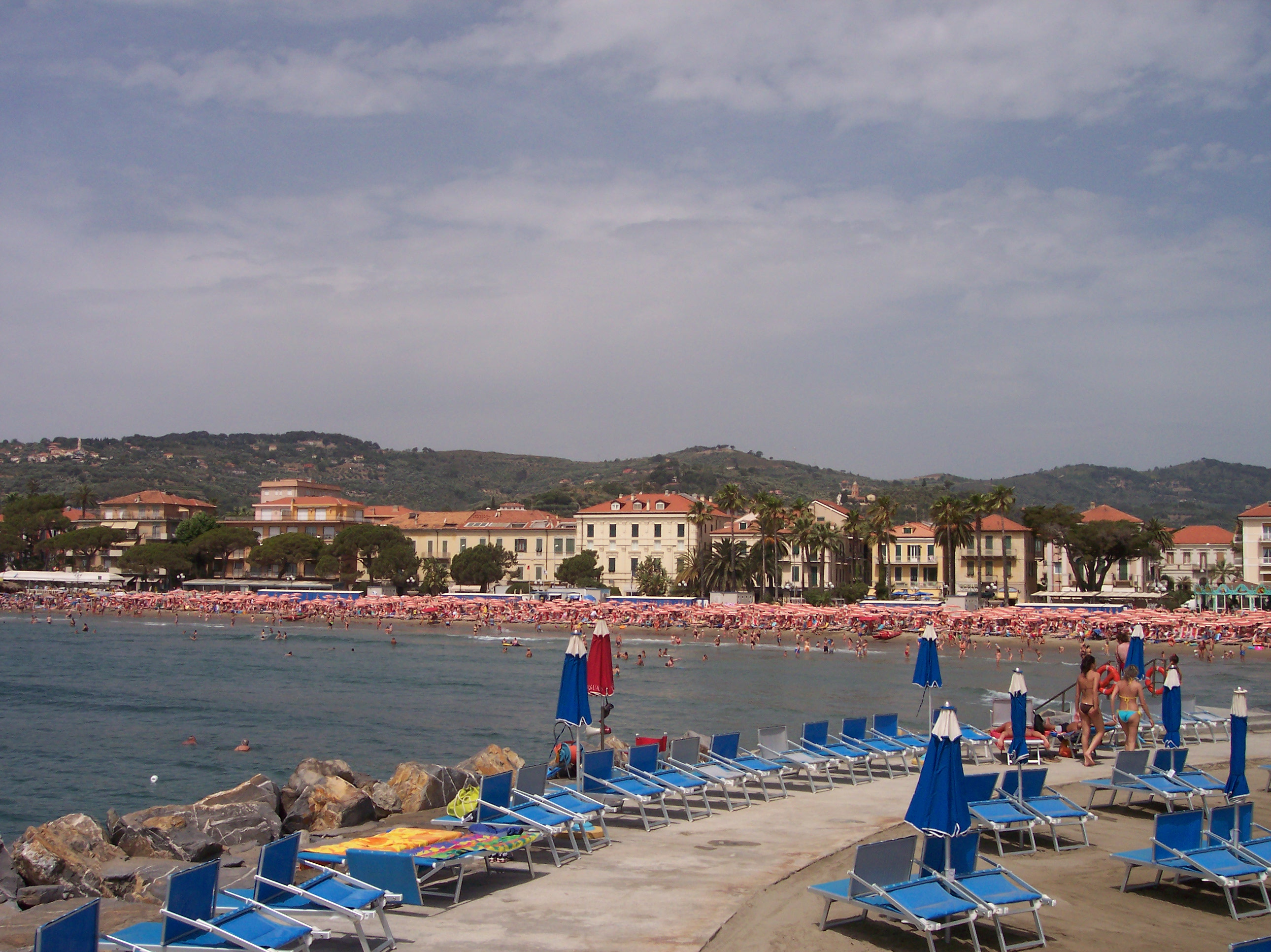
Strand von Diano Marina
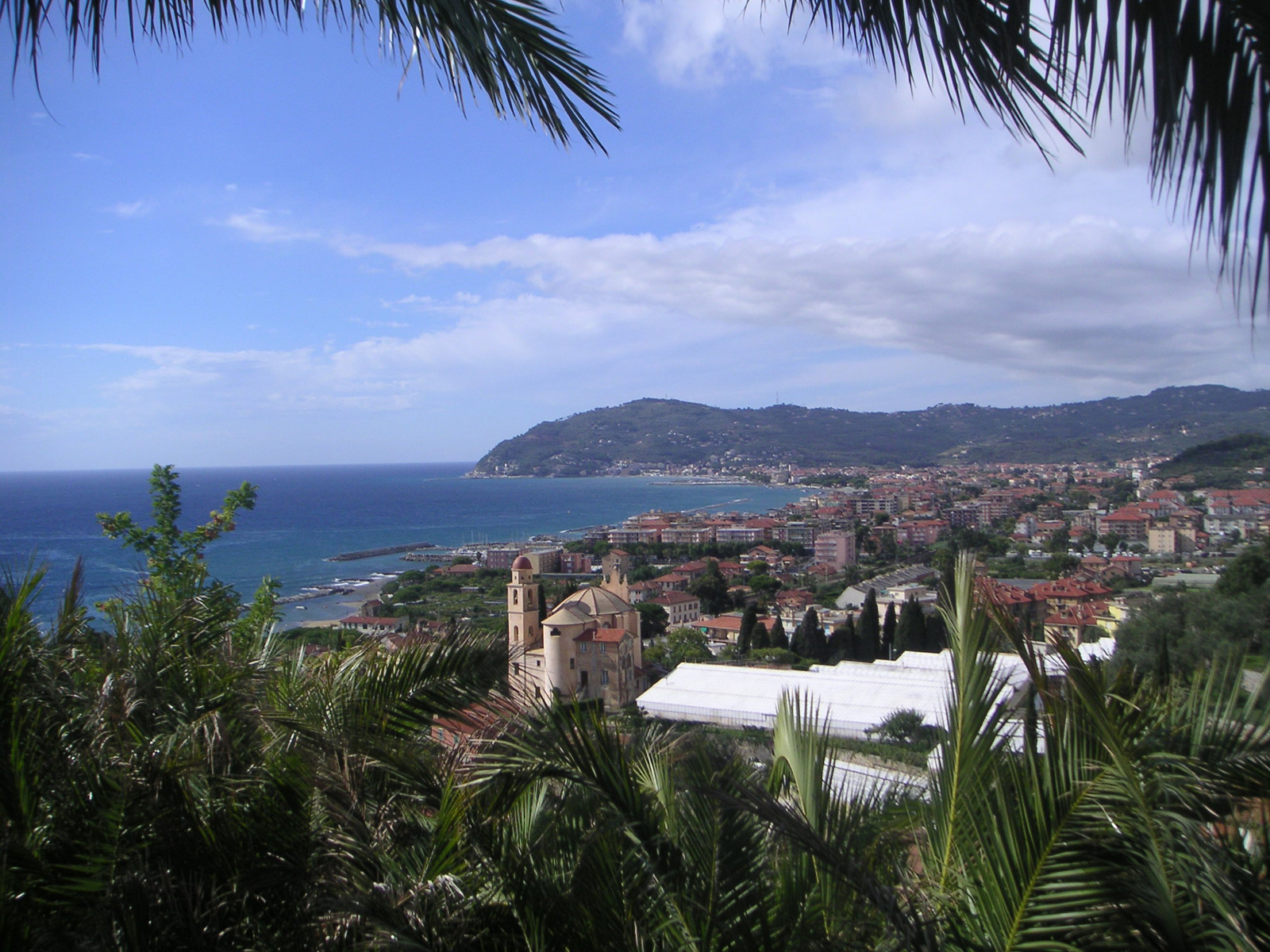
Golf von Diano Marina vom Hügel von Cervo aus gesehen. Vorne im Bild die Gemeinde San Bartolomeo al Mare, die in Diano Marina (Hintergrund) übergeht.
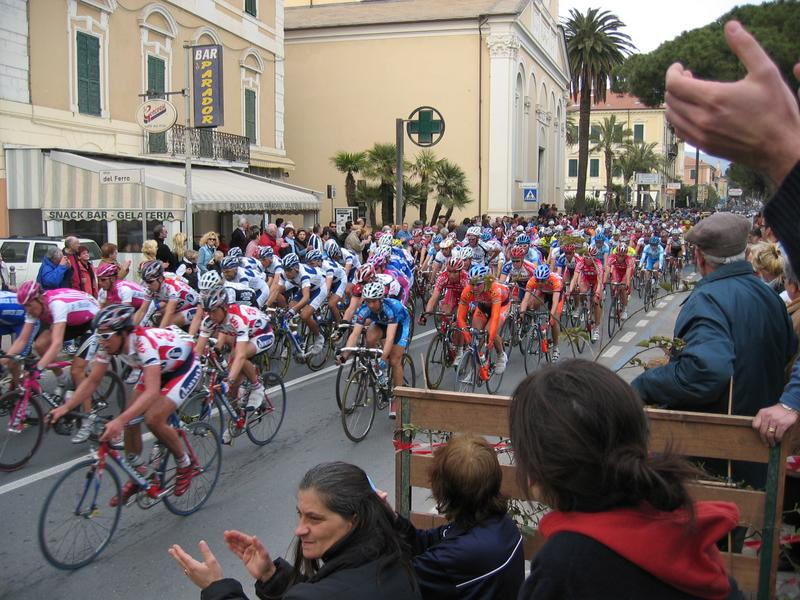
Das Hauptfeld des Radrennens Mailand-San Remo passiert den Ort (2004)